# AMREF
Amref Health Africa (African Medical and Research Foundation) è una organizzazione non governativa internazionale fondata nel 1957 e tutt'oggi attiva
che si propone di migliorare la salute in Africa attraverso il coinvolgimento attivo delle comunità locali. L'organizzazione si avvale principalmente di personale africano (97% circa) e destina gran parte delle proprie risorse alla formazione di personale medico in loco.
Amref è attiva in Etiopia, Kenya, Sudafrica, Tanzania, Uganda, Senegal, Zambia e Sud Sudan ed è attualmente la più grande organizzazione medica senza fini di lucro del continente africano. Il servizio più celebre fra quelli realizzati da Amref è quello dei Flying Doctors, personale medico aerotrasportato che porta la propria assistenza nelle zone più remote e inaccessibili dell'Africa. La divisione italiana di Amref, Amref Italia, è stata fondata nel 1987; dal 2007 fa parte di AGIRE.

## Storia
Amref Health Africa fu fondata nel 1957 da tre chirurghi: il britannico Michael Wood, il neozelandese Archibald McIndoe e lo statunitense Tom Rees. All'epoca, Wood e McIndoe abitavano in Kenya, nei pressi del Kilimangiaro, e avevano dunque un'esperienza diretta delle condizioni dell'assistenza medica nell'Africa orientale: un dottore per ogni 30 000 persone, pochissime strutture ospedaliere in pessime condizioni, moltissime aree rurali praticamente irraggiungibili a causa della mancanza di strade. Wood, McIndoe e Rees iniziarono il loro progetto finanziando e creando un servizio di Flying Doctors.
Gradualmente, il servizio offerto da Amref divenne noto alle popolazioni locali, molte delle quali si attivarono per costruire piste d'atterraggio nei pressi dei villaggi; al contempo, l'attività dei Flying Doctors africani iniziò a ricevere donazioni. L'organizzazione si sviluppò negli ultimi decenni del XX secolo aprendo filiali in molti paesi europei, inclusa l'Italia (con la creazione di Amref Italia nel 1987).

## Progetti in generale
Amref conduce una serie di progetti paralleli, tutti volti al miglioramento delle condizioni sanitarie dei paesi africani. Le principali aree in cui Amref opera riguardano:
- la lotta all'AIDS e alle altre malattie sessualmente trasmissibili
- la lotta alla malaria
- diffusione nel territorio delle misure igieniche fondamentali e delle fonti di acqua incontaminata
- salute della famiglia
- servizi clinici, risposta alle emergenze sanitarie
- addestramento di personale medico presso le popolazioni locali
- istruzione
- assistenza ai bambini di strada di Nairobi
- assistenza in Uganda rivolta ai night commuters
- progetto "un vaccino per AMREF" organizzato in collaborazione con ANTER

## Struttura
Amref ha la propria sede a Nairobi, in Kenya, e filiali operative in Etiopia, Kenya, Sudafrica, Tanzania, Uganda, Zambia e Malawi. Gli uffici nei paesi occidentali, che raccolgono fondi per l'organizzazione, sono dislocati in Austria, Canada, Francia, Germania, Italia, Monaco, Paesi Bassi, Spagna, Svezia, Regno Unito e Stati Uniti d'America.

## Premi e riconoscimenti
- Nel 1999 Amref ha vinto il Conrad Hilton Foundation Humanitarian Award, prestigioso riconoscimento mondiale conferito annualmente a un'organizzazione umanitaria non governativa, "per essersi particolarmente distinta nell’alleviare le sofferenze umane e per rappresentare un modello ed un esempio di organizzazione capace di favorire uno sviluppo reale e sostenibile".

- Nel 2005 è stata insignita del Gates Award for Global Health dalla Fondazione Bill & Melinda Gates per la salute globale con questa motivazione: "Amref è più che una voce in Africa. È azione: atti di compassione, di intelligenza, che perseguono obiettivi. Ha appreso come si può migliorare veramente la salute in Africa chiedendo direttamente agli africani cosa fare e come farlo al meglio".

- Nel 2018 è stato consegnato ad Amref il Princess of Asturias Award per la cooperazione internazionale. Il riconoscimento è attribuito a individui, enti o organizzazioni che si siano distinti per le loro attività in ambito umanistico, sociale o scientifico.

## Promotori
- Gli incassi della prima giornata di programmazione del film La mia Africa, con Meryl Streep, furono devoluti ad Amref e all'African Wildlife Foundation.
- Per Amref Italia ha operato per molti anni come testimonial il popolare comico Giobbe Covatta, del cui libro L'incontinente bianco venne devoluto il ricavato alla stessa organizzazione.
- Il progetto musico/sociale Rezophonic iniziato nel 2006 raccoglie fondi per l'AMREF grazie alla vendita dell'album pubblicato e ai numerosi show live.

## Produzione video
- Sono stato negro pure io - G. Covatta
- Bimbi neri notti bianche - G. Covatta
- TV Slum
- This is my sister